# Avions Voisin C30

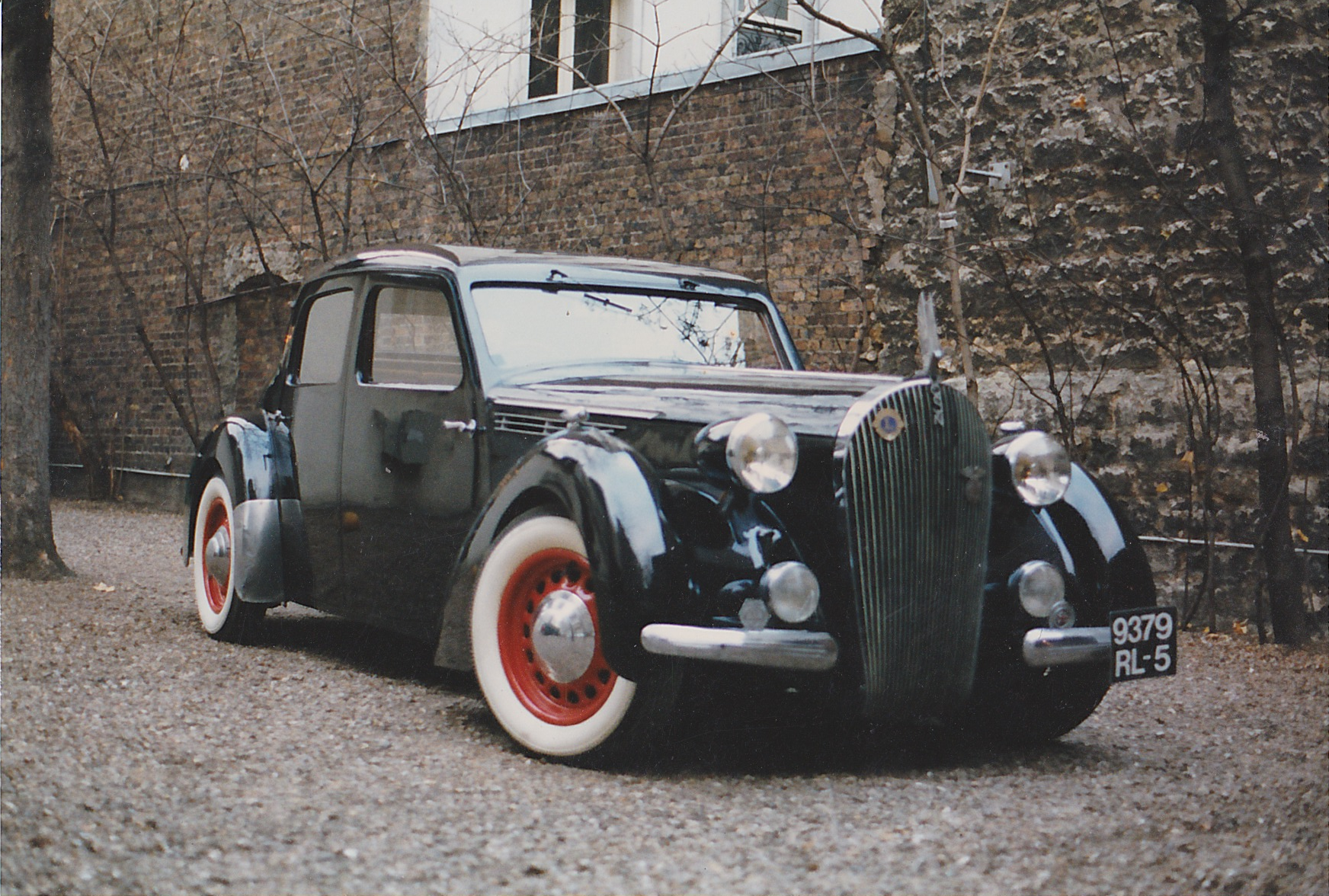
Avions Voisin C30.

Avions Voisin C30 модель випускалась впродовж 1937-1938 років.

## Історія
Модель C30 випустила в час кризи компанія Avions Voisin. Габріель Вуазен після судової тяганини повернув 1938 собі право власності над компанією Avions Voisin. Через брак коштів Вуазен продав контрольний пакет акцій своєму знайомому Поль-Луї Вейєру - президенту компанії Société des Moteurs Gnome et Rhône, який реорганізував компанію, перейменувавши її в Société Auxiliaire des Automobiles Voisin (SADAV). Говорили, що модель С30 було створено під впливом розробок концептуальних моделей Citroën колишнього співробітника Avions Voisin Андре Лефебра.  
Avions Voisin C30 мала характерний випнутий важкий капот з великою решіткою радіатора. Він мав обмежену видимість у моделі кабріолет і велику решітку радіатора. Безклапанний мотор об'ємом 3560 см³ повинен був забезпечити гнучкість і тиху роботу, але для даного класу авто мав незначну потужність у 80 к.с. Пізніше з встановленням відцентрового компресора її збільшили до 110 к.с. 
Кузови для даного шасі С30 Brick випускались седан (основний) і 4-місний кабріолет Goelette, розроблений Дюбо. Було виготовлено близько 30 авто усіх типів. На аукціоні Bonhams 2008 Avions Voisin C30 Cabriolet. 1938 було виставлено з ціною 500.000-800.000 доларів.

## Технічні дані Avions Voisin C30
|                    |                                 |
| Розміри            | Параметри                       |
| Роки випуску:      | 1937-1938                       |
| Мотор              | 1×6-циліндровий, рядний         |
| Потужність мотора: | 80 к.с., 110 к.с. з компресором |
| Об'єм мотору       | 3560 см³ (82,5×111)             |
| Трансмісія:        | КП 3-ступінчаста механічна      |
| Швидкість:         | 125 км/год.                     |

### Avions Voisin C30 S
Останньою спробою відродити компанію став випуск 2-дверного купе типу C30 S (1938) на укороченому шасі типу С30. Він зберіг форму капоту старої моделі і отримав заокруглену задню частину типу «Коач», що робило кузов дещо незбалансованим. Модель зберегла стару панель приладів, потрійний склоочисник і обмежену видимість через довгий капот та заднє невелике скло. Мотор з моделі С 30 дозволяв розвинути 145 км/год. Авто не випускалось серійно і можливо було виготовлено лише пару прототипів, один з яких з шасі №60026 дійшов до нашого часу та був виставлений на аукціоні Bonhams за 250.000-300.000 доларів (2008). 

## Технічні дані Avions Voisin C30 S
|                    |                                   |
| Розміри            | Параметри                         |
| Роки випуску:      | 1938                              |
| Мотор              | 1×6-циліндровий, рядний           |
| Потужність мотору: | 110 к.с.                          |
| Об'єм мотору       | 3560 см³ (82,5×111) з компресором |
| Трансмісія :       | КП 3-ступінчаста механічна        |
| Швидкість :        | 140/45 км/год.                    |